# سامر (میزوری)
سامر (به انگلیسی: Sumner) یک شهر در ایالات متحده آمریکا است که در شهرستان چاریتون، میزوری واقع شده‌است. سامر ۰٫۶۰ کیلومتر مربع مساحت و ۱۰۲ نفر جمعیت دارد و ۲۰۸ متر بالاتر از سطح دریا واقع شده‌است.